# Louis-Joseph d'Humières
Louis-Joseph d’Humières, né à Aurillac le 8 septembre 1753 et mort à Avignon le 21 septembre 1834, est un ecclésiastique français qui fut évêque d'Avignon de 1832 à 1834.

## Biographie
Né à Aurillac dans la famille d'Humières, Louis Joseph est le second fils de Guillaume d'Humières, colonel au régiment d'Orléans dragons et chevalier de l'ordre de Saint-Louis.
Destiné à l'église et enseignant, il est l'instituteur de Casimir Périer. Prêtre en 1779 et grand-vicaire de l'archidiocèse de Reims en 1781, abbé commendataire de deux abbayes de Prémontrés: l'abbaye Sainte-Élisabeth de Genlis à Villequier-Aumont (diocèse de Noyon) et de l'abbaye de Chartreuve  (diocèse de Soissons), il émigre pendant la Révolution française et à son retour, il obtient la chaire de philosophie au Prytanée en 1799.
Suppléant de la chaire d'histoire au Collège de France puis grand-vicaire du diocèse de Rennes. Recteur de l'académie de Limoges en 1809, il est mis à la retraite le 30 octobre 1815. Grand-vicaire du diocèse de Valence, il est nommé archevêque d'Avignon avec suppression de sa pension de l'Instruction publique le 1er avril 1832.
Sa nomination est très délicate du fait des tensions entre la monarchie de Juillet, l'épiscopat français et le Saint-Siège. Malgré l'hostilité du chargé d'affaires auprès du souverain pontife, il est finalement confirmé le 24 février 1832. C'est un vieillard octogénaire qui n'a pour lui que la « pureté de ses mœurs » et l'épiscopat français pour protester contre sa promotion organise une « grève de la consécration » et il doit être consacré par un prélat espagnol.